# لقمان الدوائية
شركة لقمان الدوائية والصحية (بالفارسية: شرکت دارویی و بهداشتی لقمان) هي شركة أدوية إيرانية . تشارك الشركة في اكتشاف وتطوير وتصنيع وتسويق حلول الرعاية الصحية في إيران. 

## التاريخ
تأسست لوقمانز عام 1968 تحت اسم «IDI الدوائية». في عام 1979 ، غيرت الشركة اسمها إلى لقمان ووسعت عملياتها. 
تم إدراج الشركة في بورصة طهران منذ عام 1997. 

## منتجات
- أسيتامينوفين + كوديين
- أموكسيسيلين
- أزيثروميسين
- بوسبيرون
- كاربامازيبين
- سيفاليكسين
- سيفازولين
- سيفيبيمي
- سيفيكسيم
- سيفتازيديم
- سيفترياكسون
- سيفوروكسيم
- سيفاليكسين
- ديازيبام
- الاريثروميسين
- فلوكونازول
- فلوريد الصوديوم
- ايبوبروفين
- إندوميثاسين
- لورازيبام
- لوسارتان البوتاسيوم
- ميروبينيم
- ميثيمازول
- نورتريبتيلين
- الفينيتوين
- فلوريد الصوديوم
- السوربيتول
- فالسارتان

## خطة التنمية
- الأنسولين

## روابط خارجية
- الموقع الرسمي